# Kuršanec
Kuršanec – wieś w Chorwacji, w żupanii medzimurskiej, w mieście Čakovec. W 2011 roku liczyła 1584 mieszkańców.